# シモン・ミラー
シモン・ミラー（Simon Miller、2001年5月5日 - ）は、ジャパンラグビーリーグワン 静岡ブルーレヴズに所属するラグビーユニオンの選手。

## プロフィール
- ポジションはフランカー(FL)、ロック(LO)。
- 身長198cm、体重118kg。

## 略歴
出典
2021年、ステレンボッシュ大学在学中に、西ケープ州代表としてウェスタン・プロヴィンスに召集。カリーカップでデビューし、後にU21ウェスタン・プロヴィンスのキャプテンを務めた。
2021年、ストーマーズ入団。2023年のロンドン・アイリッシュ戦でストーマーズ公式戦デビューを果たした。
2023年、シャークスに入団。
2024年、静岡ブルーレヴズに入団。同年12月28日に行われたJAPAN RUGBY LEAGUE ONE第2節カンファレンスA浦安D-Rocks戦にて先発出場でリーグワン公式戦初出場を果たした。